# CHAIN (KAT-TUNのアルバム)
『CHAIN』（チェイン）は、KAT-TUNの6枚目のアルバム。2012年2月22日にJ-One Recordsから発売された。

## 概要
前作『NO MORE PAIИ』から1年8ヶ月ぶり、赤西仁脱退後初のアルバム(前作のアルバム製作段階で、既に赤西はレコーディング等に参加していなかったが、今作は脱退を正式に表明してから最初に発売されたアルバムである）。
13thシングルから17thシングルも収録されている。また各メンバーのソロ曲も収録されている。
初回限定盤と通常盤で発売され、初回限定盤にはアルバムリード曲「LOCK ON」のビデオ・クリップ＋メイキングとスペシャル映像が収録されたDVDとオリジナル歌詞ブックレット（36P）が付く。通常盤の最後の曲（17.SOLDIER）の後に1曲、隠しトラックが収録されている。
2013年9月30日をもって田中聖が脱退したため、5人編成で唯一のアルバムとなった。

## 収録曲

### CD
※シングル曲の詳細はそのページを参照。
1. LOCK ON (3:43)
作詞：Sean-D、作曲・編曲：Albi Albertsson
2. ONE DAY (4:21)
作詞：Sean-D、作曲・編曲：JUNKOO、ROCK STONE
  - KAT-TUN出演 スズキ「ソリオ」TVCMタイアップソング
3. BIRTH (4:13)
作詞：Sean-D、作曲：Janne Hyöty、DAICHI、Paul Oxley、編曲：Billy Marx Jr.
  - 17thシングル
4. ULTIMATE WHEELS (4:16)
作詞：Laika Leon、Jane Doe、作曲：Andreas Johansson、Anderz Wrethov、編曲：Billy Marx Jr.、Yukihide "YT" Takiyama
  - 14thシングル
5. FINALE - 田口淳之介 (3:47)
作詞・作曲：Junnosuke Taguchi / NAO、編曲：NAO
6. STEP BY STEP - 中丸雄一 (3:59)
作詞：JamMush、作曲：Andreas Johansson、Karol"Kase"Cholopecki、編曲：Andreas Johansson、Eiji Kawai
7. RUN FOR YOU (3:59)
作詞：Sean-D、作曲：GOOD COP / SWE-LO、編曲：18degrees.（Ken Arai）、SWE-LO、GOOD COP
  - 16thシングル
8. あの日のように (5:26)
作詞：miwa*、Rap詞：JOKER、作曲：Masaya Wada（RzC）、編曲：Billy Marx Jr.
9. ずっと - 亀梨和也 (5:07)
作詞：t-oga、作曲：Hiroshi Okazaki、t-oga、編曲：Hiroshi Okazaki
10. SMILE FOR YOU (3:44)
作詞：Yuichi Yagi、ECO、作曲：Yuichi Yagi、編曲：Go Fisher Sato
  - 携帯ゲームサイト「entag!」テレビCMソング
11. 儚い指先 (4:36)
作詞：Mika Watanabe、作曲：Ryosuke "Dr.R" Sakai、編曲：Billy Marx Jr.
12. 〜again - 上田竜也 (4:34)
作詞：MOUSE PEACE "Tatsuya"、作曲：MOUSE PEACE "Masami"、編曲・ストリングスアレンジ：Tomoki Kikuya
13. CHANGE UR WORLD (4:34)
作詞：Laika Leon、ECO、Rap詞：JOKER、作曲：Andreas Johansson、Anderz Wrethov、編曲：Andreas Johansson、JUNYT
  - 13thシングル
14. DANGEROUS CAT 〜MAKE ME WET〜 - 田中聖 (4:08)
作詞：JOKER、作曲・編曲：Keichi Kondo
15. 歩道橋 (5:38)
作詞：KOUDAI IWATSUBO、ECO、作曲・編曲：KOUDAI IWATSUBO
16. WHITE (4:18)
作詞：ECO、Rap詞：JOKER、作曲：Shusui、DAICHI、編曲：pinkcastar
  - 15thシングル
17. SOLDIER (3:25) / (8:24)
作詞：Laika Leon、作曲：King of slick、Albi Albertsson、Kirstine Lind、編曲：King of slick
通常盤のみ曲終了後に隠しトラック「CHAIN OF LOVE」を収録。

### DVD
※初回限定盤のみ
1. LOCK ON（ビデオ・クリップ＋メイキング）
2. スペシャル映像